# Прищепа, Наталья
Наталья Прищепа (рум. Natalia Prișcepa; род. 17 октября 1989, Кишинёв) — молдавская тяжелоатлетка, выступающая в категории до 71 кг. Участница Олимпийских игр.

## Биография
Наталья Прищепа родилась 17 октября 1989 года.

## Карьера
Наталья Прищепа участвовала на чемпионате Европы до 23 лет в 2010 году в весовой категории до 69 килограммов. Она подняла в рывке 85 килограммов и в толчке 100 килограммов, завершив соревнования на девятом месте с результатом 185 кг.
На взрослом чемпионате Европы 2012 она перешла в весовую категорию до 75 килограммов, где стала девятой с результатом 196 кг (87 + 109). В том же году она приняла участие на университетском чемпионате мира, где стала шестой с суммой 185 кг.
На чемпионате Европы 2013 года она стала пятой, улучшив личный рекорд в сумме до 205 кг (94 + 111).
В следующем году она превзошла его на 24 килограмма, но заняла четвёртое место. Прищепа в рывке подняла 102 килограмма, в толчке — 127. В том же году она участвовала на чемпионате мира, где стала восьмой, ещё на 9 килограммов улучшив свой результат за счёт того, что в рывке подняла 111 кг.
На чемпионате Европы 2015 года стала седьмой, показав результат 232 килограмма (107 + 125).
На чемпионате Европы 2016 года стала бронзовым призёром с новым личным рекордом 240 кг (110 + 130). В том же году она выступала на Олимпийских играх в Рио-де-Жанейро, но гораздо слабее своих рекордов — всего 213 кг (97 + 116) и двенадцатое место.
Прищепа стала четвёртой на чемпионате Европы 2017 года, подняв 218 кг (98 + 120).